# تیهومیر دیمیتروف
تیهومیر دیمیتروف (انگلیسی: Tihomir Dimitrov؛ زادهٔ ۴ فوریهٔ ۲۰۰۰) بازیکن فوتبال است.
وی همچنین در تیم ملی فوتبال زیر ۲۱ سال بلغارستان بازی کرده است.